# Години відвідування (фільм)
Години відвідування (англ. Visiting Hours) — канадський трилер жахів 1982 року.

## Сюжет
Телевізійна ведуча опиняється в центрі уваги психічно неврівноваженого маніяка. Її сміливі і нетрадиційні висловлювання про фемінізм, негрів, євреїв та війну у В'єтнамі викликають у нього почуття досади і розчарування. Він переслідує її до самого будинку, після чого проникає всередину і нападає на жінку. Їй дивом вдається врятуватись, але при цьому журналістка отримує серйозні пошкодження. Вона опиняється в госпіталі. Але виявляється, що її кошмари тільки починаються, оскільки маніяк збирається завершити розпочату справу і вбити журналістку.

## У ролях
- Майкл Айронсайд — Кольт Хоукер
- Лі Грант — Дебора Баллін
- Лінда Перл — Шейла Манро
- Вільям Шетнер — Гері Бейлор
- Ленор Занн — Ліза
- Гаррі Аткін — Вінні Бредшоу
- Хелен Хьюз — Луїза Шеферд
- Майкл Дж. Рейнольдс — Портер Халстром
- Керстен Бішоп — Деніз
- Дебора Кіршенбаум — Конні Векслер
- Елізабет Лей-Мілн — Патриція Елліс
- Морін МакРей — Елізабет Хоукер
- Дастін Волн — містер Хоукер